# Arnold Geurts
Arnoldus (Arnold) Geurts (Bergen (L), 22 april 1909 – Roermond, 2 februari 1978) was een Nederlands burgemeester.
Hij werd geboren als zoon van Johannes Marinus Geurts (1872-1921; timmerman) en Maria Helena Korting (1873-1916). Hij was commies bij de gemeentesecretarie van Bergen voor hij in januari 1951 benoemd werd tot burgemeester van Heythuysen. In september 1971 werd Geurts daar ontslag verleend en begin 1978 overleed hij op 68-jarige leeftijd.